# Charlotte Seither

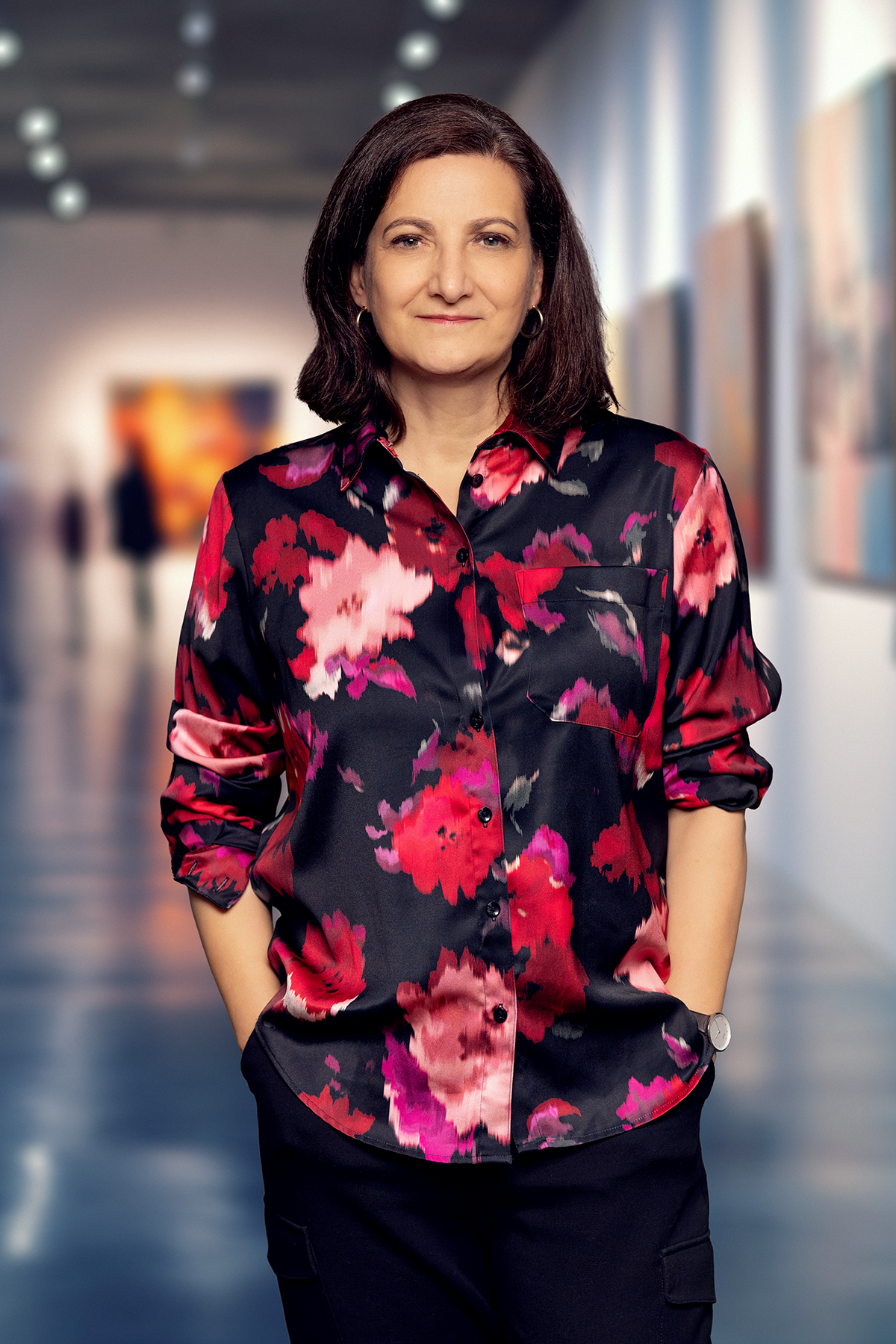
Charlotte Seither, 2024

Charlotte Seither (* 31. August 1965 in Landau in der Pfalz) ist eine deutsche Komponistin. Sie ist Mitglied im GEMA-Aufsichtsrat und im Präsidium des Deutschen Musikrats (DMR).

## Leben
Charlotte Seither studierte Komposition, Klavier, Germanistik und Musikwissenschaft in Hannover und Berlin und wurde 1998 promoviert. Von 1987 bis 1991 war sie Stipendiatin der Studienstiftung des deutschen Volkes. Als „Artist in Residence“ lebte und arbeitete sie in der Cité Internationale des Arts Paris (1999), im Palazzo Barbarigo Venedig (1993), in der Akademie Schloss Solitude (1995/2008), auf Civitella Ranieri / Italien (2012), im ArtLab Johannesburg (2015) und in der Villa Aurora Los Angeles (2000). Als erste Deutsche gewann sie den 1. Preis im Internationalen Kompositionswettbewerb „Prager Frühling“ (1995). 2009 erhielt sie den Rom-Preis für die Deutsche Akademie Villa Massimo und lebte für ein Jahr in Italien. 2010 wurde sie mit dem Praetorius Musikpreis des Landes Niedersachsen ausgezeichnet. Sie ist Preisträgerin des Deutschen Musikautorenpreises 2014. Von Kulturstaatsministerin Monika Grütters wurde sie 2020 mit dem Bundesverdienstkreuz am Bande ausgezeichnet. Sie ist Mitglied in der Europäischen Akademie der Wissenschaften und Künste (EASA) in Salzburg. 
Charlotte Seither arbeitet regelmäßig mit renommierten Interpreten wie dem BBC Symphony Orchestra London, ASKO Kamerkoor Amsterdam, Neue Vocalsolisten Stuttgart, BBC Singers London, SWR Vocalensemble Stuttgart, VocaalLab Amsterdam und Ensemble Modern zusammen und ist bei zahlreichen internationalen Festivals zu Gast (Gaudeamus Amsterdam, Warschauer Generationen-Festival, BBC Proms, Prager Frühling, Grame Lyon, Gaida-Festival Litauen, Nuova Consonanza Rom, Posener Frühling, Muzica Conteporanea Bukarest, Cantiere Internazionale Montepulciano, Voix Nouvelles Royaumont, Viitasari/Finnland, Lacma Los Angeles, IFWM-Festival Seoul u. a.). Bei den ISCM World Music Days in Tongyeong / Südkorea (2016) vertrat sie Deutschland im Eröffnungskonzert mit einem Orchesterstück.
Als Guest Composer erhielt sie Einladungen des Goethe-Instituts in Santiago de Chile, Lissabon und Taschkent und ist eine gefragte Jurorin und Referentin auf internationalen Symposien. Sie ist Jury-Mitglied bei zahlreichen Wettbewerben (International Paderewski Composition Competition Poznań / Polen, Premio di Trieste / Italien, Deutscher Musikwettbewerb, Felix-Mendelssohn-Wettbewerb der Deutschen Musikhochschulen, Studienstiftung des deutschen Volkes, Deutscher Musikwettbewerb des Deutschen Musikrats, Ensemblia Mönchengladbach u. a.). Ihre Werke kommen in den meisten Ländern Europas, in Asien, Kanada, Südamerika und den USA zur Aufführung.
Sie ist Mitglied im GEMA-Aufsichtsrat, im Vorstand des Deutschen Komponist:innenverbandes (DKV) und im Präsidium des Deutschen Musikrats (DMR). Darüber hinaus wirkt sie im Präsidiums der Guardini Stiftung, im Beirat des Bundesjugendorchesters (BJO), im Bogliasco Foundation Fellow Advisory Board, in der Akademie Deutscher Musikautoren (ADMA) wie auch im Beirat der GEMA-Stiftung.
Charlotte Seither lebt in Berlin. Sie ist mit dem Rechtswissenschaftler Hartmut Aden verheiratet.

## Werkästhetik
Ihre Werke beschäftigen sich mit besonderen Klangphänomenen, die oftmals von mikroskopischer Struktur sind und bis ins Detail ausgearbeitet werden: 

„Es ist eine Art Hybris, die mich interessiert, das Surren im Ungleichen, in dem sich das gerade noch Wahrnehmbare immer weiter aufspaltet und ins Innere verzweigt. So gesehen brauche ich immer weniger Material, gelange aber zu einer immer differenzierteren Sprache. Je mehr ich auflöse, um so mehr schließt sich zusammen.“

## Preise und Stipendien
- 1988–1991: Studienstiftung des deutschen Volkes
- 1990: Musica-Viva-Stipendium der Stadt Pforzheim, Meisterkurs bei Isang Yun
- 1992: Niedersächsisches Nachwuchsstipendium der Ministerin für Wissenschaft und Kultur
- 1993: Künstlerstipendium am Deutschen Studienzentrum in Venedig
- 1994: 1. Preis im Kompositionswettbewerb des Göttinger Symphonie Orchesters
- 1995: 1. Preis im Internationalen Kompositionswettbewerb Prager Frühling
- 1995: Stipendium der Akademie Schloss Solitude, Stuttgart
- 1995: Förderstipendium Wilfried-Steinbrenner-Stiftung
- 1995/1996: Künstlerstipendium Künstlerhof Schreyahn
- 1999: Künstlerstipendium Citè des Arts Paris
- 1999: Franz Liszt Stipendium der Hochschule für Musik Franz Liszt Weimar
- 2002: Förderpreis des Ernst von Siemens Musikpreises
- 2003: Stadtkomponistin in Weikersheim
- 2004: 1. Preis im Internationalen Kompositionswettbewerb Ciutat de Palma (Spanien)
- 2004: Kompositionspreis der Berliner Cappella
- 2005: Stipendium Junge Akademie der Akademie der Künste Berlin
- 2006: Künstlerstipendium KunstRaum Sylt
- 2007: Zonta-Komponistinnen-Preis
- 2009: Rom-Preis Deutsche Akademie Villa Massimo
- 2010: Praetorius Musikpreis des Landes Niedersachsen
- 2012: Artist Fellow der Internationalen Künstlerresidenz Civitella Ranieri / Italien
- 2012: Pfalzpreis für Musik
- 2013: Stipendium des Bayerischen Ministers für Forschung und Kultur für das Internationale Künstlerhaus Villa Concordia in Bamberg
- 2014: Artist Fellow der Bogliasco Foundation
- 2014: Deutscher Musikautorenpreis, Kategorie Zeitgenössische Chormusik
- 2020: Bundesverdienstkreuz am Bande
- 2021: Ordentliches Mitglied der Europäischen Akademie der Wissenschaften und Künste Salzburg (EASA)

## Werke

### Bühnenwerke
- Fidelio schweigt. Dialog-Oper von Ludwig van Beethoven / Charlotte Seither (2020)
- Anderes / Selbst Oper für drei Solisten, Ensemble, Vokalisten und Geräuschemacher (1998–2000)

### Orchesterwerke
- Sie, die spricht für Orchester (2019)
- Ferne Begegnung. Trois Adieux für Ludwig van B. für Kammerorchester (2018)
- Inschrift. Kommentar zu BWV 4, „Christ lag in Todes Banden“ für Chor und Orchester (2016)
- Language of Leaving für Orchester und 12 Stimmgruppen frei nach Francesco de Lemene (2012/13)
- Offene Landschaft für educationals (Flöte(n), Blechbläser, Streicher und 5 Geräuschemacher-Gruppen) (2012)
- Fünf Stücke um den Fluss zu queren für Orchester (2012)
- Recherche sur le fond für Orchester (2011)
- Schatten und Klarsein. Verse für Heinrich Kleist für Sopran und Streichorchester (2010)
- Beschriftung der Tiefe von innen für Ensemble (2010)
- Essay on Shadow and Truth für Orchester (2007)
- Essay on Shadow and Truth (Chapter I) für Orchester (2007)
- Living gardens für neunzehn Spieler (2002/03)
- Paires d'alternances für Orchester (2001)
- L'uno dall'altro für Orchester (1993)
- Kammersinfonie(objet diaphane) für 13 Instrumente (1993)

### Kammermusik
- Spurenelemente für Inside Piano (2021)
- Fingerprints für Inside Piano (2021)
- Rohstoff für zehn Spieler (2019)
- Stilles Haus (Nachbeben) für Flöte und Inside Piano, ad lib. auch mit Elektronik (2019)
- Lauschgut für Inside Piano (2021)
- Sternlicht. Drei Bruchstücke für Lili Boulanger für Klavier solo (2018)
- Sag's doch für Violine solo (2018)
- krü für Violoncello solo (2018)
- Flugsaaten für Klarinette, Akkordeon und Streichquartett (2017)
- Figure in Space für Violine, Violoncello und Klavier (2016)
- Selbstlaut (Shortcut für Max) für Klarinette, Violine und Violoncello (2016)
- Write my Name für Orgel und Schlagzeug (2015)
- Left Luggage. Nachklang für Ludwig van B. für Klavier (2015)
- Hungry für Schlagquartett (2014/15)
- Tell it or shout Duo für einen Streicher und einen Bläser ad lib. (2014)
- Ask him! für Klavier (2014)
- Chercher le chien für Flöte, Bassklarinette, Posaune, Violine, Viola, Violoncello und Klavier (2013/14)
- Eight Pieces of Precious Time für Violine und Horn (2013)
- Tre acque con ombre für Violine, Viola, Violoncello, Klarinette und Klavier (2013)
- Schwebende Verse für Klavier und Schlagzeug (2012)
- More Reasons for Reality für Bassflöte, Bassklarinette, Violine, Violoncello und Klavier (2011)
- Seul avec des ombres für Altflöte solo (2011)
- Equal Ways of Difference für Klaviertrio (2011)
- Running Circles für zwei Klaviere und zwei Schlagzeuge (2011)
- The Inner Side of Conciousness für Tenorblockflöte solo (2010)
- Schwebender Rand mit Verzweigung für zwei Bassklarinetten (oder Klarinetten) (2010)
- Waiting for T für Trompete, Posaune, Violoncello und Schlagzeug (2009)
- Deixis für Violoncello solo (2009)
- Cry für Violine solo (2009)
- Far from distance für Klarinette, Violoncello und Klavier (2008)
- Scusi für Tenorblockflöte und Klavier (2008)
- Never real, always true für Akkordeon solo (2008)
- Echoes of O's for one or more performers or any movable entities (2007)
- Gran passo für Klavier (2006)
- Inventaire de départ für Akkordeon und Elektronik (2006)
- Visible Thoughts für Tenorsaxophon, Schlagzeug und Klavier (2005)
- Secret Roots of Fusion and Fate für Violine, Kontrabassklarinette, Schlagzeug, Kontrabass, Es-Tuba und Live-Elektronik (2005)
- Flow für Violine, Flöte (auch Altflöte) und Violoncello (2005)
- Itinéraire für Klavier (2005)
- Sous mes yieux für Klavier (2005)
- Fire Music für sechs oder mehr Spieler (oder Vocalisten) (2003)
- Floating Rotation für fünf Spieler (2003)
- Himmelsbaum für einen oder mehrere Spieler (Glockenspiel, Spieluhren, Reibeinstrumente, Trommelinstrumente) (2003)
- Unknown friends für Bassklarinette, Posaune, Klavier und Schlagzeug (2003)
- Corps croisé für Streichquartett (2002)
- Herzform, Krater für Akkordeon (2001)
- Himmelsspalt für Orgel (2001)
- Echoes, edges für Klavier (2001)
- Playing both ends towards the middle für Violine und Violoncello (2000)
- Merging strain für Violoncello solo (1999)
- Peser ses mots für Kontrabassblockflöte/Bassblockflöte, Bassklarinette/B-Klarinette, Klavier, Schlagzeug, Violoncello und Kontrabass (1997)
- Coq-à-l'âne für drei Spieler mit sound producing objects (1997)
- Alleanza d'archi für Violine, Viola und Violoncello (1996)
- Klang und Schwebung für Klavier (1996)
- Champlève für Violine, Violoncello und Klavier (1994)
- Firnis III für zwei Flöten (1993)
- Frames and Fingers für drei Schlagzeuger (1992)
- Hymn für Tonband (1992)

### Vokalwerke
- Paintings für Kammerchor (2021)
- snap knock slide für vocal performer (2021)
- fragend licht für Kammerchor und zwei Violoncelli (2021)
- HörenMachen. Neun Sprechakte für Stimme solo frei nach Friedrich H. (2020)
- Sette Respiri (Anrufung) für Stimme solo (oder responsoriale Stimmen) (2017)
- Kopf hoch Lady für Stimme und Klavier (2017)
- Oculi Drei leichte geistliche Stücke für Frauenchor (2017)
- Wohin du siehst für gemischten Chor mit Orgel (ad lib. mit Gemeinde) (2017)
- Schweigebilder für Stimme solo (2017)
- Wanting to fly für Sopran, Schlagzeug und Violoncello (2016)
- Wenige Silben vom Glück für Stimme solo (2015)
- Sguardo da molto vicino für Frauenstimme, Flöte, Violine und Klavier (2015)
- Botschaften aus dem Turm. Zwei Stücke für Friedrich H. für Stimme und Klavier (2014)
- Unterschreitung des Lauts bei der Rede für Stimme solo (2013)
- Weitere Machart von Stille für Stimme solo (2013)
- Licht und Namen Schwebung für 12 Stimmgruppen im Raum (2012/13)
- Dreizehn Verwehungen für Stimme solo (2012)
- Feinstaub. Solo I-IV für Stimme solo (2012)
- Gehen lassen. Solo I-III für Stimme mit Handpercussion (2012)
- Guarda in giù für 12-stimmigen Chor (2012)
- Gehen lassen. Solo I-III für Stimme mit Handpercussion (2012)
- Guarda in giù für 12-stimmigen Chor (2011)
- The long distance from zero to one for voice of any range (2010)
- Schatten und Klarsein. Verse für Heinrich von Kleist für Sopran und Streichorchester (2009/10)
- Haut terrain für 12-stimmigen Chor (2010)
- Dopo domani für Stimme und Klavier (2008)
- Der helle Rand von Furcht und Erwachen für Sopran, Mezzosopran, Bariton, Flöte (Bass- und Altflöte), Viola, Horn, Kontrabass und Harfe (2007)
- Passage innocent für 12 Stimmen (2006)
- Minzmeißel. Drei kleine Stücke für Stimme und Klavier frei nach Franz Kafka (2006)
- koy für Bass-Stimme solo (2005)
- Der helle Rand von Furcht und Erwachen Szene für Sopran, Mezzosopran, Bariton und fünf Instrumente (2007)
- All’aperto für 16-stimmigen Kammerchor (2004)
- Einlass und Wiederkehr Elf Bruchstücke für Sopran und Klavier frei nach Franz Kafka (2004)
- One-woman-opera für Stimme mit Handpercussion (2004)
- Hora für 8-stimmiges Vokalensemble (2003)
- Ricordanza für 15-stimmigen Chor a cappella (2003)
- Dir, mir zu für Mezzosopran und Klavier (2001)
- Herzfalter für Tenor und Klavier frei nach Sonett XIX von Francesco Petrarca (2000)
- Seeds of noises für sechs Stimmen (2000)
- Sieben Verlautbarungen für Bariton und Klavier (1997)
- Monad's face für Sopran, Bassklarinette und Violoncello (1997)
- Waters, earth and air II für Frauenstimme, Bassflöte, Bassklarinette, Klavier und zwei Schlagzeuger (1997)
- Waters, earth and air I für Frauenstimme, Bassflöte, Akkordeon und Schlagzeug (1997)
- Da mia parte für tiefe Frauenstimme nach einem Text von Giorgio Bassani (1994)
- Firnis II für Sopran und Klarinette (1993)
- Firnis I für Bariton und Bassklarinette (1993)
- Liquid devices für Sopran, Flöte, zwei Schlagzeuger und Violoncello (1993)
- Fra l'altro für Kammerchor zu zehn Stimmen (1991)